# Saison 4 d'American Wives
Chronologie
Saison 3 Saison 5
Cet article présente le guide des épisodes de la quatrième saison du feuilleton télévisé American Wives (Army Wives).

## Épisodes

### Épisode 1:Dommages collatéraux
- États-Unis : 11 avril 2010
- France : 9 novembre 2012
- Belgique : 31 mars 2011
- Québec : 11 mai 2011 sur Séries+[1]

### Épisode 2:Blessures de guerre
- États-Unis : 18 avril 2010
- France : 12 novembre 2012
- Belgique : 31 mars 2011
- Québec : 18 mai 2011

- États-Unis : 3,15 millions de téléspectateurs (première diffusion)

### Épisode 3:Honneur aux dames
- États-Unis : 25 avril 2010
- France : date inconnue
- Belgique : 7 avril 2011
- Québec : 25 mai 2011

- États-Unis : 2,88 millions de téléspectateurs (première diffusion)

### Épisode 4:Rendez-vous manqués
- États-Unis : 2 mai 2010
- Belgique : 7 avril 2011
- Québec : 1er juin 2011

- États-Unis : 3,15 millions de téléspectateurs[2] (première diffusion)

### Épisode 5:Des armes et des larmes
- États-Unis : 9 mai 2010
- Belgique : 14 avril 2011
- Québec : 1er juin 2011

- États-Unis : 2,64 millions de téléspectateurs (première diffusion)

### Épisode 6:Combat de femmes
- États-Unis : 16 mai 2010
- Belgique : 14 avril 2011
- Québec : 8 juin 2011

- États-Unis : 2,95 millions de téléspectateurs (première diffusion)

- Five for Fighting
- Wynonna Judd

### Épisode 7:Entre rêve et réalité
- États-Unis : 23 mai 2010
- Belgique : 21 avril 2011
- Québec : 8 juin 2011

- États-Unis : 2,60 millions de téléspectateurs[3] (première diffusion)

### Épisode 8:La Force de l'engagement
- États-Unis : 6 juin 2010
- Belgique : 21 avril 2011
- Québec : 15 juin 2011

- États-Unis : 3,46 millions de téléspectateurs[4] (première diffusion)

### Épisode 9:Ordres et Désordre
- États-Unis : 13 juin 2010
- Belgique : 28 avril 2011
- Québec : 15 juin 2011

- États-Unis : 3,31 millions de téléspectateurs[5] (première diffusion)

### Épisode 10:Le Procès
- États-Unis : 20 juin 2010
- Belgique : 28 avril 2011
- Québec : 22 juin 2011

- États-Unis : 3,45 millions de téléspectateurs[6] (première diffusion)

### Épisode 11:La Sécurité avant tout
- États-Unis : 27 juin 2010
- Belgique : 5 mai 2011
- Québec : 22 juin 2011

- États-Unis : 3,31 millions de téléspectateurs[7] (première diffusion)

### Épisode 12:Changement de programme
- États-Unis : 11 juillet 2010
- Belgique : 5 mai 2011
- Québec : 29 juin 2011

- États-Unis : 3,25 millions de téléspectateurs[8] (première diffusion)

### Épisode 13:Le Grand Départ
- États-Unis : 18 juillet 2010
- Belgique : 12 mai 2011
- Québec : 29 juin 2011

- États-Unis : 3,46 millions de téléspectateurs[9] (première diffusion)

### Épisode 14:Le Déserteur
- États-Unis : 25 juillet 2010
- Belgique : 12 mai 2011
- Québec : 6 juillet 2011

- États-Unis : 3,31 millions de téléspectateurs[10] (première diffusion)

### Épisode 15:Rencontres
- États-Unis : 1er août 2010
- Belgique : 19 mai 2011
- Québec : 6 juillet 2011

- États-Unis : 3,30 millions de téléspectateurs[11] (première diffusion)

### Épisode 16:Sœurs ennemies
- États-Unis : 8 août 2010
- Belgique : 19 mai 2011
- Québec : 13 juillet 2011

- États-Unis : 3,33 millions de téléspectateurs[12] (première diffusion)

### Épisode 17:En quête de preuves
- États-Unis : 15 août 2010
- Belgique : 26 mai 2011
- Québec : 13 juillet 2011

- États-Unis : 3,60 millions de téléspectateurs[13] (première diffusion)

### Épisode 18:La vie continue
- États-Unis : 22 août 2010
- Belgique : 26 mai 2011
- Québec : 20 juillet 2011[14]

- États-Unis : 3,91 millions de téléspectateurs[15] (première diffusion)